# Campionato Roraimense 2014
Il Campionato Roraimense 2014 è stata la 59ª edizione del Campionato Roraimense.

## Squadre partecipanti
| Squadra          | Città     |
| ---------------- | --------- |
| Atlético Roraima | Boa Vista |
| Baré             | Boa Vista |
| GAS              | Boa Vista |
| Náutico-RR       | Caracaraí |
| Rio Negro-RR     | Boa Vista |
| São Raimundo-RR  | Boa Vista |

## Primo turno (Taça Boa Vista)
|  | Pos. | Squadra          | Pt | G | V | N | P | GF | GS | DR  |
|  | ---- | ---------------- | -- | - | - | - | - | -- | -- | --- |
|  | 1.   | São Raimundo-RR  | 13 | 5 | 4 | 1 | 0 | 12 | 4  | +8  |
|  | 2.   | Baré             | 9  | 5 | 3 | 0 | 2 | 13 | 4  | +9  |
|  | 3.   | Náutico-RR       | 8  | 5 | 2 | 2 | 1 | 11 | 7  | +4  |
|  | 4.   | Atlético Roraima | 5  | 5 | 1 | 2 | 2 | 8  | 13 | -5  |
|  | 5.   | Rio Negro-RR     | 4  | 5 | 2 | 1 | 2 | 7  | 11 | -4  |
|  | 6.   | GAS              | 0  | 5 | 0 | 0 | 5 | 4  | 16 | -12 |

Legenda:

      Vincitore del Primo turno e ammesso al Secondo turno
      Ammessi al Secondo turno
| Taça Boa Vista           |
| ------------------------ |
|                          |
| São Raimundo-RR Campione |

## Secondo turno (Taça Roraima)
|  | Semifinali       | Semifinali       | Semifinali |            |                 | Finale          | Finale | Finale |  |
|  |                  |                  |            |            |                 |                 |        |        |  |
|  | Baré             | Baré             | 1          |            |                 |                 |        |        |  |
|  | Baré             | Baré             | 1          |            |                 |                 |        |        |  |
|  | São Raimundo-RR  | São Raimundo-RR  | 3          |            |                 |                 |        |        |  |
|  | São Raimundo-RR  | São Raimundo-RR  | 3          |            | São Raimundo-RR | São Raimundo-RR | 2      |        |  |
|  |                  |                  |            |            | São Raimundo-RR | São Raimundo-RR | 2      |        |  |
|  |                  |                  | Náutico-RR | Náutico-RR | 1               |                 |        |        |  |
|  | Náutico-RR       | Náutico-RR       | Náutico-RR | Náutico-RR | 1               | 5               |        |        |  |
|  | Náutico-RR       | Náutico-RR       |            |            |                 |                 |        |        |  |
|  | Atlético Roraima | Atlético Roraima | 2          |            |                 |                 |        |        |  |

| Taça Roraima             |
| ------------------------ |
|                          |
| São Raimundo-RR Campione |

| Campionato Roraimense 2014           |
| ------------------------------------ |
| São Raimundo-RR Campione (6º titolo) |

## Classifica finale
|  | Pos. | Squadra          | Pt | G | V | N | P | GF | GS | DR  |
|  | ---- | ---------------- | -- | - | - | - | - | -- | -- | --- |
|  | 1.   | São Raimundo-RR  | 19 | 7 | 6 | 1 | 0 | 17 | 6  | +11 |
|  | 2.   | Náutico-RR       | 11 | 7 | 3 | 2 | 2 | 17 | 11 | +6  |
|  | 3.   | Baré             | 9  | 6 | 3 | 0 | 3 | 14 | 7  | +7  |
|  | 4.   | Atlético Roraima | 5  | 6 | 1 | 2 | 3 | 10 | 18 | -8  |
|  | 5.   | Rio Negro-RR     | 4  | 5 | 2 | 1 | 2 | 7  | 11 | -4  |
|  | 6.   | GAS              | 0  | 5 | 0 | 0 | 5 | 4  | 16 | -12 |

Legenda:

      Ammesso al Campeonato Brasileiro Série D 2014, alla Copa Verde 2015, e alla Coppa del Brasile 2015